# Lil Terselius
Lil Poldi Terselius (Stoccolma, 5 novembre 1944 – Stoccolma, 26 ottobre 2021) è stata un'attrice svedese, vincitrice del premio Guldbagge come miglior attrice nel 1978.

## Biografia
Nacque a Stoccolma ma si trasferì con la famiglia da bambina a Borås. A quattordici anni tornò nella capitale per studiare danza e lì rimase fino al conseguimento della laurea. Trasferitasi per un breve periodo in Inghilterra, rientrò in patria dove si iscrisse all'Accademia nazionale di arte drammatica di Stoccolma. Conclusi nel 1970 gli studi entrò a far parte della compagnia del Teatro Reale Drammatico. In quegli anni affiancò l'attività da palcoscenico con la televisione e il cinema.

## Vita privata
Sposata dal 1982 al 1990 con il collega e regista Hans Klinga, fu successivamente compagna per un breve periodo del drammaturgo Lars Norén.

## Filmografia parziale
- Garage (Garaget), regia di Vilgot Sjöman (1975)
- Den allvarsamma leken, regia di Anja Breien (1977)

## Riconoscimenti
- 1978 - Guldbagge
  - Miglior attrice per Den allvarsamma leken
- 1981 - Premio Pasinetti
  - Migliore attrice
- 2004 - Litteris et Artibus